# Alex Prior
Alex Prior (Londres, Inglaterra; 5 de octubre de 1992) es un compositor y director de orquesta británico de origen ruso.

## Biografía
De padre británico y madre rusa descendiente de Constantin Stanislavski. comenzó a componer música a los ocho años y cuenta en su haber con más 40 obras incluyendo opera, ballet, concierto y música coral. 
Se enroló en el Royal College of Music y a los 13 en el Conservatorio de San Petersburgo donde estudió composición con Boris Tishchenko y dirección orquestal con Alexaner Alexeev.
Prior ha trabajado con orquestas y agrupaciones tales como la Royal Philharmonic Orchestra,  New Opera Orchestra, Northern Sinfonia y el Endymion Ensemble. 
Su Piano Concerto No. 1 fue estrenado en el V International Piano Festival de St. Petersburgo y su ballet  Mowgli (basado el El libro de la selva de Rudyard Kipling) fue comisionado por Vladimir Vasiliev estrenándose en el teatro del Kremlin en 2008. 
En el año 2007 debutó en Inglaterra al frente de la National Symphony Orchestra en el Barbican.
Desde 2010 es asistente de director de la Orquesta Sinfónica de Seattle y ha dirigido en el Festival de Tanglewood y la New World Symphony en Miami Beach.

## Composiciones Selectas

### Conciertos
- St. Petersburg Dances of the North and No.3
- Concerto for 4 soloists and orchestra Velesslavitsa
- "Horizons: An American Crescendo for Four Soloists and Orchestra" dedicado a John Adams.

### Sinfonías
- No.1 Karjalan
- No.2
- No.3 "Northern"
- No.4 "Gogol"

### Operas
- The Desert

### Ballet
- Mowgli (https://web.archive.org/web/20110108022552/http://www.classicalballet.ru/ballets/maugli/)

### Coral
- All Night Vigil
- Sounds of the Homeland
- At the North

### Piano Solo
- 10 preludios
- Evenings on the Farm near Dikanka
- Bach, Beethoven, Brahms and Me: A tribute to music history